# 米尼奧內山
米尼奧內山（英語：Mount Mignone），是南極洲的山峰，位於維多利亞地的斯科特海岸，處於達爾科夫斯基冰川和博爾冰川之間，屬於皇家學會嶺的一部分，海拔高度2,025米，在1992年由美國南極名稱諮詢委員命名，現時由南極條約體系管理。